# Pashchim Singhbhūm
Pashchim Singhbhūm är ett distrikt i Indien.   Det ligger i delstaten Jharkhand, i den östra delen av landet, 1 100 km sydost om huvudstaden New Delhi. Antalet invånare är 1 502 338.
Följande samhällen finns i Pashchim Singhbhūm:
- Chāībāsa
- Chakradharpur
- Noāmundi
- Manoharpur
- Gua
- Jagannāthpur
- Chiria